# Universitatea de Stat din Dnipro
Universitatea de Stat „Oles Honcear” din Dnipro (în ucraineană Дніпровський національний університет імені Олеся Гончара) a fost înființată în 1918. La început au funcționat aici patru facultăți: istorie și lingvistică, drept, medicină și fizică și matematică. Universitatea a fost numită în cinstea scriitorului Oles Honcear.
Printre studenții faimoși care au trecut pe porțile acestei Universități se numară președintele ucrainean Leonid Kuchma și prim-ministrul Iulia Timoșenko precum și scriitorul Pavlo Zahrebelniy.
Actualul rector al universității este Nikolai Poleakov, doctor în matematică și fizică, profesor.